# Киријако Ерасти
Киријако Ерасти Сујинага (Еибар, 8. август 1904 — Еибар, 8. новембар 1984) био је шпански фудбалер који је играо на позицији дефанзивца.

## Клупска каријера
Рођен у Еибару, Киријако је потписао за Депортиво Алавес 1925, из локалног Еибареса . Био је део тима који је напредовао из друге лиге Шпаније у сезони 1929–30, чиме је стигао у Ла Лигу по први пут икада, а затим се појавио у 16 утакмица од 18 пошто су баскијци задржали свој новостечени статус након што су завршили на осмом месту.
У лето 1931. године Kиријако је потписао уговор са Реал Мадридом, у којем је био стални члан стартне поставе током његовог петогодишњег играња и освојио два национална првенства и исто толико трофеја Купа Краља, док је формирао ефикасно одбрамбено партнерство са бившим саиграчем из Алавеса Хасинто Кинкосесом ; такође је пропустио већи део своје треће сезоне са Меренгесима због повреде.
Након почетка грађанског рата у Шпанији и након што је одиграо 117 званичних утакмица са Реал Мадридом, Киријако се вратио у свој родни град и придружио се бившем Алавесу, али се убрзо повукао из фудбала.

## Репрезентација
Киријако је одиграо 14 утакмица за Шпанију током шест година. Био је део репрезентације Шпаније за Летње олимпијске игре 1928. године, али није играо ни на једној утакмици. Његов деби за нациоинални тим био је 1. јануара 1930. у пријатељској утакмици и победи на домаћем терену од 1 : 0 против Чехословачке у Барселони.
Изабран је за национални тим који се појавио на Светском првенству у фудбалу 1934. у Италији, Киријако се појавио против Бразила и домаћина Италије, када је Шпаније завршила такмичење испадањем у четвртфиналу.

## Живот после фудбала / Смрт
Након престанка бављења фудбалом, Киријако је наставио да живи у Еибару, и неколико година је радио у Banco Guipuzcoano (Банци Гипускоа). Преминуо је 8. новембра 1984. у 80. години.